# Philosophische Bibliothek
Die Philosophische Bibliothek (PhB) ist eine Buchreihe für philosophische Primärliteratur von der Antike bis zur Gegenwart.

## Geschichte
Die Philosophische Bibliothek wurde 1868 von dem Juristen und Politiker Julius Hermann von Kirchmann (1802–1884) mit dem Ziel gegründet, wissenschaftlich erarbeitete Ausgaben klassischer Texte zur Verfügung zu stellen. Sie sollte „allmählich die Hauptwerke der Philosophie alter und neuer Zeit in billigen Ausgaben bringen und zwar überall in dem correctesten Text und, bei Werken in fremder Sprache, in der neuen deutschen Übersetzung“. Die Titel wurden zunächst von Kirchmann selbst herausgegeben. Auch verfasste er zahlreiche Erläuterungsbände. Einen wesentlichen Anteil an der weiteren Gestaltung der Reihe hatte der Verlagslektor und Theologe Friedrich Michael Schiele, der seit 1905 die Philosophische Bibliothek planmäßig ausbaute.
Bis 1872 erschien die Philosophische Bibliothek im Verlag von Ludwig Heimann in Berlin. Sie wechselte über Erich Koschny und dann Georg Weiss zum Philosophisch-historischen Verlag Dr. R. Salinger. Vom Verlagseigentümer Richard Salinger übernahm 1900 die Dürr’sche Buchhandlung in Leipzig die Reihe und veröffentlichte insgesamt 110 Bänden. Seit 1911 erscheint die Philosophische Bibliothek im Felix Meiner Verlag.

## Programm
Die Bandherausgeber steuern in der Regel Einleitungen, Erläuterungen und weiterführende Bibliographien bei. Die philosophischen Texte selbst werden in Übersetzung bzw. zweisprachig präsentiert. Neben den klassischen Werken der Philosophiegeschichte wurden auch zahlreiche weniger bekannte und beachtete Texte herausgegeben. Die Einzelbände werden durch Auswahl- und Gesamtausgaben sowie Studien- und Wörterbücher zur philosophischen Gesamtthematik und zu Einzelbereichen ergänzt.
Gegenwärtig sind nach Verlagsangaben etwa 500 Titel von ca. 140 Autoren lieferbar.

## Quelle
- Philosophische Bibliothek. In: Meiner Gesamtverzeichnis. Felix Meiner Verlag, Hamburg 2024, S. 7–147.